# VirtualBox
Oracle VM VirtualBox (prethodno: Sun VirtualBox, Sun xVM VirtualBox i Innotek VirtualBox) slobodan je softver za x86 virtualizaciju koji razvija Oracle Corporation. Napravio ga je Innotek GmbH, kojeg je kompanija Sun Microsystems kupila 2008., a kojeg je Oracle kupio 2010. godine.
VirtualBox se može instalirati na sustavima Windows, macOS, Linux, Solaris i OpenSolaris. Postoje i inačice za FreeBSD i Genode. Podržava stvaranje i upravljanje virtualnim strojevima s operacijskim sustavima Windows, Linux, BSD, OS/2,  Solaris, Haiku i OSx86, kao i ograničenu virtualizaciju macOS gostujućih sustava na Apple sklopovlju. Za neke gostujuće operacijske sustave dostupan je paket "Dodatci za goste" upravljačkih programa i sistemskih aplikacija, koji poboljšava učinkovitost, posebno grafičku.

## Vanjske poveznice
- Službena stranica (uključuje dokumentaciju u formatima HTML i PDF)